# تیشا متیس
تیشا متیس (به انگلیسی: Tyesha Mattis) ژیمناست زادهٔ ۱۷ آوریل ۱۹۹۹ میلادی اهل کشور بریتانیا است.